# Morgen Witzel
Morgen Witzel (1960) è uno storico ed economista canadese, noto in particolare per i libri Doing business in China e Managing in virtual organizations..

## Biografia
Witzel è cresciuto a Salmon Arm nella provincia canadese della British Columbia. Nel 1982 conseguì la laurea in Storia e, due anni più tardi, il Master in Storia del Rinascimento presso la Victoria University.
Dopo un'esperienza lavorativa con un settimanale di Salmon Arm, iniziò l'attività di ricercatore e scrittore indipendente, collaborando anche con alcune testate editoriali.
Dal '95 al '99, si trasferì a Londra, dove organizzò insieme a Tim Ambler il corso dal titolo Doing business in China nell'ambito del programma del Master in business administration della London Business School. Il materiale del corso costituì la base di partenza dell'omonimo bestseller.
Nei primi anni 2000, Witzel si concentrò sulla ricerca, la redazione e la scrittura di libri, pubblicati dalla Continuum International Publishing Group, da Routledge e Thomson Reuters. È stato docente presso altre business school, oltre a svolgere attività di consulenza aziendale. 
Nel 2011 fu nominato Fellow della Business School dell'Università di Exeter, presso il Centro Studi per la Leadership.